# پایگاه هوایی آبی پورترس لیک
پایگاه هوایی آبی پورترس لیک (به انگلیسی: Porters Lake Water Aerodrome) یک فرودگاه خصوصی است که یک باند فرود آب دارد. این فرودگاه در کشور کانادا قرار دارد و در ارتفاع ۰ متری از سطح دریا واقع شده است.